# Iasmos
Iasmos (græsk: Ίασμος, tyrkisk: Yassıköy) er en by og en kommune i den regionale enhed Rhodope i Østmakedonien og Thrakien, Grækenland . Den ligger på siden af Rhodope-bjergene. Selvom der er beretninger om landsbyen tilbage til det 16. århundrede, er det sandsynligt, at disse handler om landsbyens gamle placering, et par kilometer vest for den nuværende position. Den faktiske dato for, at indbyggerne slog sig ned på det nuværende sted, er mellem slutningen af 1700-tallet og 1814 (sidstnævnte dato er indskrevet på væggen af den ældste kirke i landsbyen).

## Kommune
Kommunen Iasmos blev dannet ved kommunalreformen i 2011 ved sammenlægning af følgende 3 tidligere kommuner, der blev til kommunale enheder: 
- Amaxades
- Iasmos
- Sostis

Kommunen har et areal på 485.285 km2, den kommunale enhed 221.795 km2